# مهمت آئوریلیو
مهمت آئوریلیو (به پرتغالی: Marco Aurélio Brito dos Prazeres) هافبک اهل برزیل است که در شهر ریودو ژانیرو و در تاریخ ۱۵ دسامبر ۱۹۷۷ به دنیا آمده‌است.
مهمت آئوریلیو در تیم‌های فوتبال فلامینگو ،Olaria،باشگاه فوتبال ترابزون‌اسپور،فنرباغچه، رئال بتیس و بشیکتاش سابقهٔ حضور دارد. این بازیکن همچنین در سال، 2006 – 2011 برای، تیم ملی فوتبال ترکیه به میدان رفته‌است 